# 泥棒政治
泥棒政治、クレプトクラシー（英：kleptocracy、cleptocracy、kleptarchy）は、ギリシア語の「κλέπτης - kleptēsクレプテース」（盗む）と「κράτος - kratosクラトス」（支配）が語源で、官僚や政治家などの支配階級が民の資金を横領して個人の富と権力を増やす、腐敗した政治体制を表す言葉である。
公式には民主主義、共和制、君主制、神政政治などの政府であるが、政権を握る人々による公的資金の利己的な背任横領が酷い政府に対する軽蔑語である。

## 特徴
泥棒政治は、例えば独裁制、寡頭制、暫定軍事政権などの権威主義政府にいる、独裁的で外部からの干渉がない公的資金運用を行う権力者たちの下で行われる。まるで彼ら自身の個人財産であるかのように、泥棒政治家は贅沢品などに国庫の資金を使う。多くの泥棒政治家たちは、もし国外追放されても対応できるよう、公的資金を外国の個人口座に移している。

## 影響

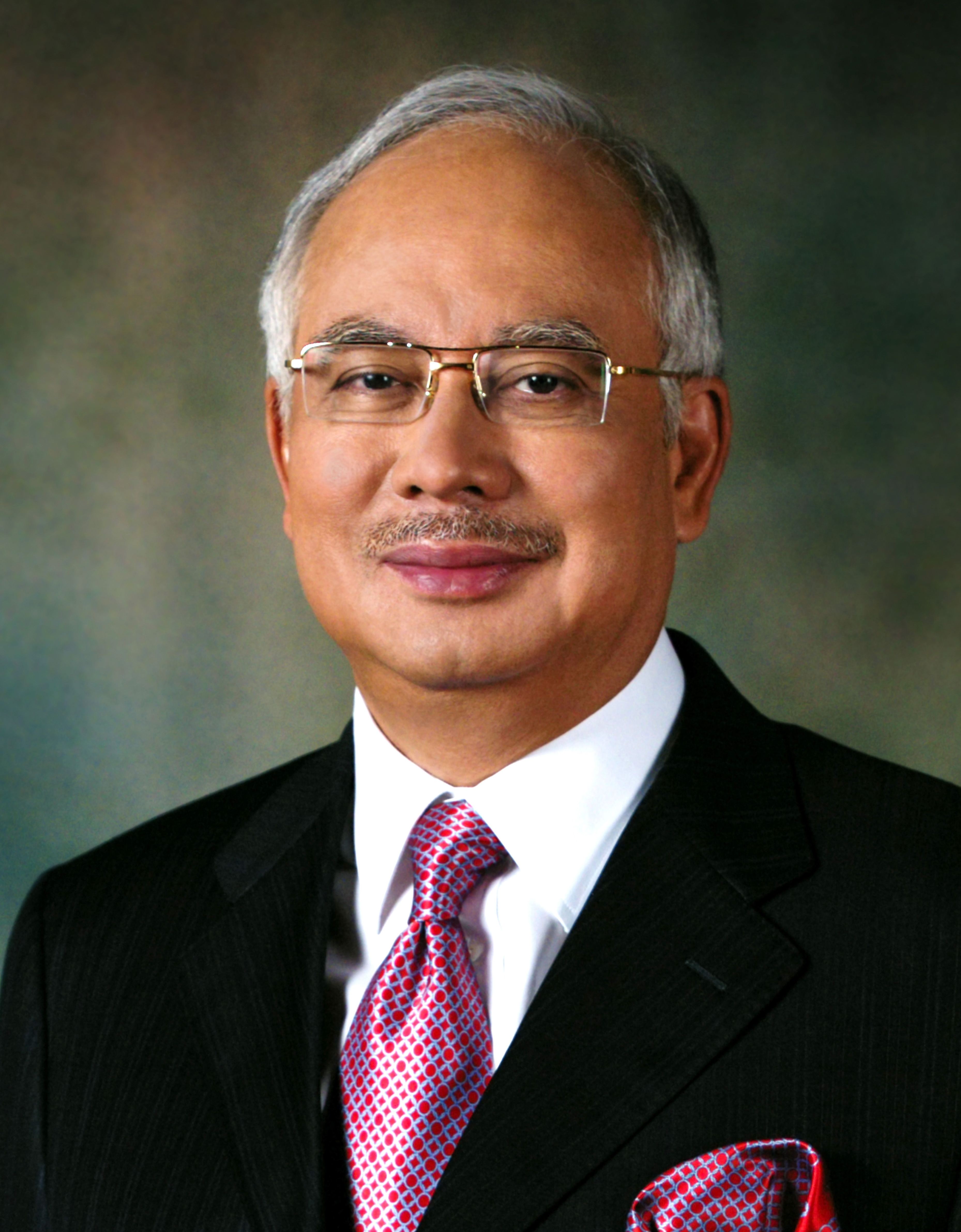
マレーシアのナジブ・ラザク前首相。国家投資ファンドである1マレーシア・デベロップメント・ブルハド（1MDB）の資金を不正流用した疑いで2018年に逮捕され、有罪判決を受けた。

泥棒政治がはびこる政府は、経済や政治情勢、市民権などは不安定である。泥棒政治の政府は、よく海外投資を失敗し、大幅に国内の市場と海外貿易する力を弱める。泥棒政治は税や資金洗浄に伴う資金を不正に横領するため、市民の生活の質を下げる傾向がある。
さらに、泥棒政治家はよくアメニティ（例えば病院や学校、道路、公園の建設など）の資金から盗む。そのため、泥棒政治の下にいる市民の生活の質に、大きな影響を及ぼす。泥棒政治の独裁者は、民主主義などのあらゆる政治形態を破壊する。

## 例

### トランスペアレンシー・インターナショナル・ランキング
2004年前半、ドイツの非政府組織であるトランスペアレンシー・インターナショナルは、最も私腹を肥やした近年の政治家10名のリストを発表した。
1. インドネシア大統領 - スハルト（150億ドル - 350億ドル）
2. フィリピン大統領 - フェルディナンド・マルコス（50億ドル - 100億ドル）
3. ザイール大統領 - モブツ・セセ・セコ（50億ドル）
4. ナイジェリア大統領 - サニ・アバチャ（20億ドル - 50億ドル）
5. ユーゴスラビア大統領 - スロボダン・ミロシェヴィッチ（10億ドル）
6. ハイチ大統領 - ジャン＝クロード・デュヴァリエ（3億ドル - 8億ドル）
7. ペルー大統領 - アルベルト・フジモリ（6億ドル）
8. ウクライナ首相 - パーヴェル・ラザレンコ（1.14億ドル - 2億ドル）
9. ニカラグア大統領 - アーノルド・アレマン（1億ドル）
10. フィリピン大統領 - ジョセフ・エストラーダ（7,800万ドル - 8,000万ドル）

### 他の人格
1. ロシア大統領 - ウラジーミル・プーチン（アンダース・アスランドの分析では1,000億ドルから1,600億ドル）

## ブッシュ政府の声明
2006年、ブッシュ政府は、G8サミットで合意した内容を元に、泥棒政治を排除することを国際的に努力するとの声明を出した。